# Râul Dumbrava, Șimon
Râul Dumbrava este un curs de apă, afluent al râului Șimon. 